# Phaneta
Phaneta är ett släkte av fjärilar. Phaneta ingår i familjen vecklare.

## Bildgalleri

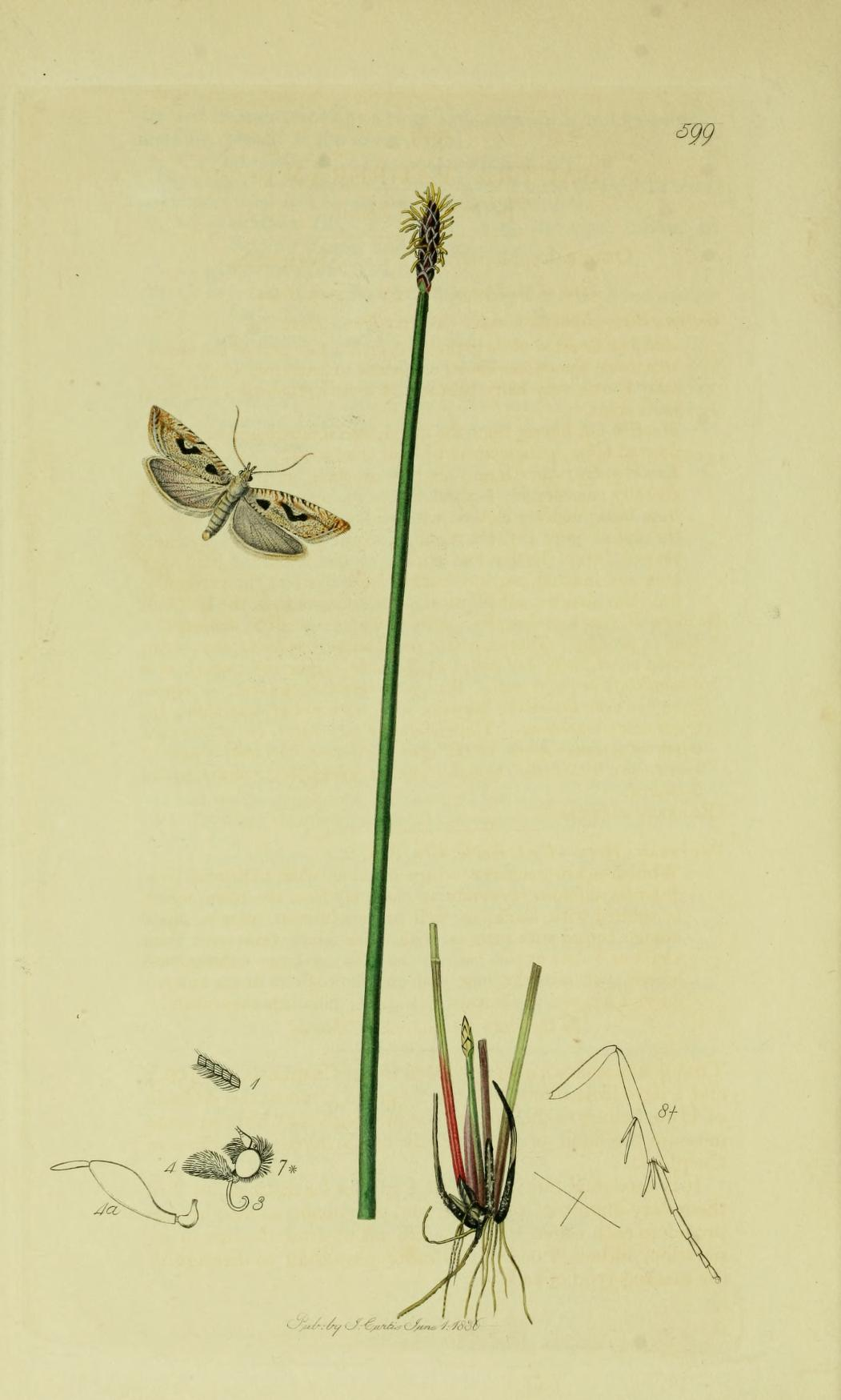

## Dottertaxa tillPhaneta, i alfabetisk ordning[1]
- Phaneta alatana
- Phaneta albertana
- Phaneta albicepsana
- Phaneta altana
- Phaneta alterana
- Phaneta ambodaidaleia
- Phaneta amphorana
- Phaneta annetteana
- Phaneta apacheana
- Phaneta argenticostana
- Phaneta argutipunctana
- Phaneta artemisiana
- Phaneta aspidiscana
- Phaneta autumnana
- Phaneta awemeana
- Phaneta benjamini
- Phaneta bucephaloides
- Phaneta camdenana
- Phaneta candidula
- Phaneta castrensis
- Phaneta chortaea
- Phaneta cinereolineana
- Phaneta citricolorana
- Phaneta clarkei
- Phaneta clavana
- Phaneta columbiana
- Phaneta complicana
- Phaneta convergana
- Phaneta corculana
- Phaneta crassana
- Phaneta crispana
- Phaneta cruentana
- Phaneta decempunctana
- Phaneta delphinoides
- Phaneta delphinus
- Phaneta dorsiatomana
- Phaneta elongana
- Phaneta essexana
- Phaneta fasciculatana
- Phaneta fastidiosa
- Phaneta ferruginana
- Phaneta fertoriana
- Phaneta festivana
- Phaneta formosana
- Phaneta grannulatana
- Phaneta grindeleana
- Phaneta imbridana
- Phaneta implicata
- Phaneta indagatricana
- Phaneta indeterminana
- Phaneta infimbriana
- Phaneta influana
- Phaneta insignata
- Phaneta kennebecana
- Phaneta kiscana
- Phaneta kokana
- Phaneta lapidana
- Phaneta latens
- Phaneta limigena
- Phaneta linitipunctana
- Phaneta marmontana
- Phaneta migratana
- Phaneta minimana
- Phaneta misturana
- Phaneta modernana
- Phaneta modicellana
- Phaneta montanana
- Phaneta mormonensis
- Phaneta musetta
- Phaneta nepotinana
- Phaneta obliterana
- Phaneta occidentalis
- Phaneta ochrocephala
- Phaneta ochroterminana
- Phaneta octopunctana
- Phaneta offectalis
- Phaneta olivaceana
- Phaneta oregonensis
- Phaneta ornatula
- Phaneta pallidarcis
- Phaneta pallidicostana
- Phaneta parmatana
- Phaneta parvana
- Phaneta perangustana
- Phaneta perfuscana
- Phaneta radiatana
- Phaneta raracana
- Phaneta refusana
- Phaneta roseoterminana
- Phaneta rupestrana
- Phaneta sagittana
- Phaneta salmicolorana
- Phaneta scalana
- Phaneta scotiana
- Phaneta segregata
- Phaneta setonana
- Phaneta sinestrigana
- Phaneta southamptonensis
- Phaneta spectana
- Phaneta speculigera
- Phaneta spiculana
- Phaneta stercoreana
- Phaneta stramineana
- Phaneta striatana
- Phaneta subcandida
- Phaneta sublapidana
- Phaneta subminimana
- Phaneta suncandida
- Phaneta tarandana
- Phaneta tenuiana
- Phaneta tomonana
- Phaneta transversa
- Phaneta triangulana
- Phaneta trivittana
- Phaneta umbrastriana
- Phaneta umbraticana
- Phaneta verna
- Phaneta vernalana
- Phaneta verniochreana
- Phaneta youngi